# Akyttara homunculus
Akyttara homunculus är en spindelart som beskrevs av Rudy Jocqué 1991. Akyttara homunculus ingår i släktet Akyttara och familjen Zodariidae.
Artens utbredningsområde är Botswana. Inga underarter finns listade i Catalogue of Life.